# Irische Badmintonmeisterschaft 1951
Die Irische Badmintonmeisterschaft 1951 fand bereits im Dezember 1950 in Dublin statt. Frank Peard gewann wie im Vorjahr alle drei möglichen Titel. Im Finale des Herreneinzels besiegte er seinen Doppelpartner Jim FitzGibbon klar in zwei Sätzen. Bronze im Einzel gewannen Tod Majury und K. J. Diplock. Bei den Damen erkämpfte sich Dorothy Donaldson ihren ersten Einzeltitel durch einen Finalsieg gegen die Juniorenmeisterin S. Abraham.

## Titelträger
| Disziplin    | Sieger                        |
| ------------ | ----------------------------- |
| Herreneinzel | Frank Peard                   |
| Dameneinzel  | Dorothy Donaldson             |
| Herrendoppel | Jim FitzGibbon Frank Peard    |
| Damendoppel  | Nora Conway Barbara Good      |
| Mixed        | Frank Peard Dorothy Donaldson |